# しらつゆ
しらつゆとは、調味料のひとつ。

## 概要
白醤油に御出汁をいれた白だしと同じもので、めんつゆと同じように、料理に応じて希釈して利用する。主に煮物やお吸い物、茶碗蒸しなどに利用され、濃い口の醤油を利用する調理より素材の色を損なわない利点があり、中身は白だしと同じものである。
1971年（昭和46年）9月に、白醤油をはじめて作った（出典　碧南市発行　碧南事典　P202）愛知県碧南市にあるヤマシン醸造株式会社が発売している。
ヤマシン醸造が白醤油にだし汁を入れたしらつゆを開発し、その後、他社により白醤油にだしを入れたものを白だしと名づけられ、現代の白だしブームに繋がっている。

## 関連文献
- 碧南事典　P202 　発行　平成５年４月５日　碧南市企画企画課
- 週刊新潮　2002年7月25日　塩田丸男のいのちの「食」訪問　P110